# Специализиран общински приватизационен фонд
Специализираният общински приватизационен фонд (СОПФ) е специализирана агенция, която отговаря за разпределението на средствата (приходите), реализирани вследствие на приватизация на общинско имущество. Благодарение на тези средства Столичния общински съвет реализира стратегии и програми за развитие на град София, с цел подобряване на облика на града и условията за живот в него.

## История
Столичният общински съвет (СОС) създава Специализирания общински приватизационен фонд с решение №8 по Протокол №50 от 13 юли 1997 година.
Фондът спомогва за изграждането на институции, които намерит място във важни пазарни ниши. Благодарение на събраните средства се създават „Общинска застрахователна компания“ АД, „Общинска банка“ АД (която е продадена успешно през 2018 година, а средствата, вложени в ремонтирането и изграждането на 120 детски и спортни площадки и 22 сгради на училища и детски градини), „Софийски аптеки“ ЕАД, „Егида-София“ ЕАД, „Български пенсионен фонд“ АД и други.
Благодарение на средства от СОПФ, Столична община участва в публично-частни партньорства и има реализирани проекти, свързани с архитектурата на града, символите на София и градския дизайн. Възстановяването на църквата „Св. София“ се осъществи със средства от Фонда, както и тези на ротондата „Св. Георги“, Централната минерална баня, Метрополитена, градските подлези, Ротондата и Предгаровия площад и др. Фондът спомогва за изграждането и реконструирането на обекти от инфраструктурата на здравната система на града, в това число Столичен онкологичен диспансер, ІV градска болница и други. Със средства от Фонда се извършват също и аварийни ремонти на болнични заведения, а също се закупува медицинска техника.

## Структура и управление
Фондът се управлява от Съвет за управление на СОПФ и Управител на Фонда.
Съветът за управление е съставен от 14-членен състав, който включва девет общински съветници, четири заместник-кмета, които са определени със заповед на Столична община, и главният изпълнителен директор на Столичната общинска агенция за приватизация. СУ СОПФ определя своя председател и заместник-председател от състава на своите членове, като задължението на председателя на СУ СОПФ е да ръководи заседанията на съвета и да организира текущата му дейност. От 2011 година до настоящия момент (2019 година) постът на председател на СУ СОПФ се заема от Орлин Алексиев.
Функциите и задълженията на СУ СОПФ са разписани в Правилника за организация и работа на СОПФ.
Управителят на Фонда е заместник-кметът на Столична община по финанси и бюджет. На базата на годишните прогнозни анализи и направените изводи, оценки и препоръки от отчета за дейността на Фонда от предходната година, съобразени с програмите и стратегиите на Столична община по направления и инвестиционната програма на Столична община, Управителят разработва проекта на Годишната програма за дейността на Фонда (като се взимат предвид и експертни становища, прогнози и предложения) и ги внася за утвърждаване от Столичния общински съвет.

## Дейност
Средствата на СОПФ се разходват по две направления – разходи, свързани с придобиване на дълготрайни материални активи, включително и социални цели, и такива за придобиване на рентабилни акционерни участия. Насоките на разходване на средствата по ресори се приемат от Съвета за управление на Специализирания общински приватизационен фонд и се базират на постъпилите от общинските съветници и администрацията на Столична община мотивирани предложения.
За период 2015 – 2018 година със средства от Специализирания общински приватизационен фонд са финансирани над 170 проекта на Столична община на обща стойност 94 628 614 лв.
Те са разпределени по следните направления:
- Образование – 51,43%
- Екология и зелена система – 4,86%
- Транспорт – 5,25%
- Здравеопазване – 9,9 %
- Социална сфера и достъпна среда – 8,05%
- Култура, спорт и младежки дейности – 4,76%
- Електронно управление – 9,72%
- Сигурност – 5,36%
- Административни сгради – 0,67%